# Costa Rica en los Juegos Olímpicos de Atenas 2004
Costa Rica estuvo representada en los Juegos Olímpicos de Atenas 2004 por un total de 20 deportistas, 17 hombres y 3 mujeres, que compitieron en 6 deportes.
El portador de la bandera en la ceremonia de apertura fue el judoca David Fernández Tercero. El equipo olímpico costarricense  no obtuvo ninguna medalla en estos Juegos.